# Что могло быть хуже?
«Что могло быть хуже?» (англ. What’s the Worst That Could Happen?) — комедия Эма Уайзмана по одноименному роману Дональда Уэстлейка.. Премьера в России состоялась 27 декабря 2001, в мире 1 июня 2001. При бюджете в $60 000 000 фильм собрал $38 464 131.

## Сюжет
Кевин (Мартин Лоуренс) вместе со своими друзьями — профессиональные воры. Но им надоело красть мелкие вещи, и поэтому они решились пойти на ограбление особняка известного миллиардера Макса Фербэнкса (Дэнни Де Вито). Их план безупречен, но оказался провальным. Макс обнаружил Кевина и отправил его в полицию, при этом украв кольцо с его пальца, которое ему подарила его возлюбленная. Тем самым Макс хотел проучить вора, но Кевин готов на всё, чтобы вернуть кольцо, которое стало причиной войны между ним и Максом, во время которой возникло немало глупых и опасных ситуаций.

## В ролях
- Мартин Лоуренс
- Дэнни Де Вито
- Джон Легуизамо
- Гленн Хидли
- Ларри Миллер
- Кармен Эджого